# Estádio San Filippo
O Estádio San Filippo é um estádio de futebol localizado na cidade de Messina, na Sicília, Itália e recebe os jogos do Messina. O estádio tem capacidade para 38 722 espectadores.
1. ↑  User, Super. «Stadio» (em italiano). Consultado em 26 de julho de 2025